# きたみらい農業協同組合
きたみらい農業協同組合（きたみらいのうぎょうきょうどうくみあい、英称：JA Kitamirai ）は、北海道北見市に拠点を置く農業協同組合である。略称はJAきたみらい。

## 概要
- 2003年（平成15年）2月1日にJA北見市・JA相内・JAかみところ（以上北見市）、JAおんねゆ・JAるべしべ（以上北見市留辺蘂）、JAたんの（北見市端野）、JAおけと（置戸町）、JAくんねっぷ（訓子府町）の8農協が合併し、発足した。

- 『きたみらい』とは、常呂ブロック8JA組合員の基盤たる北見盆地の輝かしい未来を祈念し、「北見(きたみ)」と「未来(みらい)」をあわせ、『きたみらい』と名づけられた。

正組合員戸数 1,159戸 正組合員数 1,768人　准組合員数 5,814人
職員数 338人（準職員含む）
出資金 51億円 
※2014年1月末現在

## 農産物
- 北見地方の日照時間は全国的でも長く、豊沃な地に恵まれた地域である。

- 玉ねぎは、全国一の生産量を誇り・他には馬鈴しょ・ビート・麦を基幹作物として、その他に、もち米・メロン・いちご・畜産など、多種多様である。

- このほか、旧留辺蘂町管内では白花豆の生産も行っている。